# Сиджах, Хазретбий Исхакович
Хазретбий Исхакович Сиджах (25 февраля 1932 — 19 января 2021) — советский военный деятель, кандидат исторических наук, писатель, журналист. Полковник.

## Биография
Родился 25 февраля 1932 года в Краснодаре. В годы войны одиннадцатилетним мальчиком надел военную форму. Прошёл путь от воспитанника Краснодарского суворовского военного училища до офицера Генерального штаба. Ветеран Великой Отечественной войны.
В 1943 году поступил и в 1949 году окончил с серебряной медалью Краснодарское, впоследствии Кавказское суворовское училище. С отличием окончил Кавказское Краснознамённое суворовское офицерское училище. Окончил Центральные курсы «Выстрел» имени Маршала Советского Союза Б. М. Шапошникова.
Службу проходил на различных командно-штабных должностях в войсках Северо-Кавказского военного округа, Дальневосточного военного округа, Забайкальского военного округа,Белорусского военного округа, Группы советских войск в Германии. Закончил службу в Главном оперативном управлении Генерального штаба Вооружённых Сил СССР.
Окончил факультет журналистики Московского государственного университета имени М.В. Ломоносова. Член Союза журналистов и писателей СССР (России) с 1967 года.
Автор книг:
- «В вихре конных атак»
- «Воинские и ополченские формирования Адыгеи в годы Великой Отечественной войны»
- «Адыгейский полк в боях за Советскую Родину»
- «Твои Герои, Адыгея»
- «Герои России из Адыгеи»
- Автор более трёхсот историко-документальных статей и очерков, посвящённых неизвестным и малоизвестным страницам истории Адыгеи в годы Великой Отечественной войны и её уроженцам, а также воспоминаний
- «Мы были первыми суворовцами» и
- историко-справочного сборника «Мы суворовцы-кавказцы», рассказывающих об истории суворовского училища, его воспитанниках и суворовском братстве.

В 2001 году защитил диссертацию на тему «Воинские и ополченские формирования Адыгеи в годы Великой Отечественной войны, 1941—1945 гг.»), кандидат исторических наук.
Ветеран военной службы. Полковник в отставке.
Приказом Министерства обороны РФ № 139 от 9 марта 2017 года награждён медалью «Памяти героев Отечества» за высокие достижения в области развития военной истории и гуманитарного знания, за реализацию важных общественных проектов историко-патриотической направленности.
Скончался 19 января 2021 года в Москве.

## Награды и звания
- Орден «За службу Родине в Вооружённых Силах СССР» III степени
- Медаль «В ознаменование 100-летия со дня рождения Владимира Ильича Ленина»
- медаль «За доблестный труд в Великой Отечественной войне 1941-1945 гг.»[3]
- Юбилейная медаль «Двадцать лет Победы в Великой Отечественной войне 1941—1945 гг.» (7 мая 1965[4])
- Юбилейная медаль «Тридцать лет Победы в Великой Отечественной войне 1941—1945 гг.»[5]
- Медаль «Сорок лет Победы в Великой Отечественной войне 1941-1945 гг.»[6]
- Юбилейная медаль «50 лет Победы в Великой Отечественной войне 1941—1945 гг.»[7]
- Медаль «60 лет Победы в Великой Отечественной войне 1941—1945 гг.»
- Медаль «65 лет Победы в Великой Отечественной войне 1941—1945 гг.»
- Юбилейная медаль «70 лет Победы в Великой Отечественной войне 1941—1945 гг.»

- Медаль «За укрепление боевого содружества»
- Медаль «Ветеран Вооружённых Сил СССР»
- Медаль «За освоение целинных земель»
- Медаль «В память 850-летия Москвы»
- Медаль «30 лет Советской Армии и Флота».[8]
- Юбилейная медаль «40 лет Вооружённых Сил СССР»[9]
- Юбилейная медаль «50 лет Вооружённых Сил СССР» (26 декабря 1967[10])
- Юбилейная медаль «60 лет Вооружённых Сил СССР» (28 января 1978[11])
- Юбилейная медаль «70 лет Вооружённых Сил СССР» (28 января 1988[12])
- Медаль «За безупречную службу» I степени
- Медаль «За безупречную службу» II степени
- Медаль «За безупречную службу» III степени
- Медаль «Памяти героев Отечества» (2018)
- Заслуженный журналист Республики Адыгея.
- Дважды лауреат премии имени Героя Советского Союза Хусена Андрухаева.

## Труды
- Х. И. Сиджах. Герои России из Адыгеи. — Майкоп: ОАО "Полиграф-Юг", 2011. — 116 с. — ISBN 978-5-7992-0668-0.
- Сиджах Х. И. Солдатская слава Адыгеи. Очерки о кавалерах ордена Славы трёх степеней. — Майкоп: Адыг.респ.кн.изд-во, 2010. — 168 с. — ISBN 978-5-7608-0656-7.
- Сиджах Х. И. Твои Герои, Адыгея: очерки о Героях Советского Союза. — Майкоп: Адыгейское республиканское кн.изд-во, 2005. — 416 с. — ISBN 5-7608-0459-6.
- Сиджах Х. И. Твои Герои, Адыгея: Очерки о Героях Советского Союза и полных кавалеров ордена Славы трёх степеней / Фонд "Победа" им. Х. Андрухаева. — Майкоп: Адыгейское республиканское книжное издательство, 2018. — 556 с. — 500 экз. — ISBN 978-5-6040313-8-4.

- Сиджах Х. И.. Адыгейский полк в боях за Советскую Родину. — Майкоп: РИПО «Адыгея», 1998. — 568 с. — ISBN 5-7992-0021-7.
- Сиджах Х. И. В вихре конных атак: Боевой путь адыг. добровольч. кавалер. полка : (40-й гвард. казачий Кубан.-Баранович. полк). — Майкоп: Адыгейское книжное издательство, 1990. — 256 с. — ISBN 5-7561-0570-0.

- Сиджах Х. И. Воинские и ополченские формирования Адыгеи в годы Великой Отечественной войны, 1941—1945 гг. — Майкоп: РИПО "Адыгея", 1999. — 189 с. — ISBN 5-7992-0050-0.

- Сиджах Х. И. Алые погоны Кубани и Кавказа. — Майкоп: ОАО «Полиграф-Юг», 2003. — С. 138—139. — 320 с. — ISBN 978-5-7992-0768-7.